# Meiothecium madagascariense
Meiothecium madagascariense là một loài Rêu trong họ Sematophyllaceae. Loài này được (Brid.) Broth. mô tả khoa học đầu tiên năm 1908.